# یوهانس زوبوتا
یوهانس زوبوتا (آلمانی: Johannes Sobotta؛ ۳۱ ژانویه ۱۸۶۹ – ۲۰ آوریل ۱۹۴۵) یک کالبدشناس اهل آلمان بود.
او دانش‌آموختهٔ رشتهٔ پزشکی در برلین بود که ابتدا به‌عنوان دستیار دوم کالبدشناسی در مؤسسهٔ آناتومی مشغول بکار شد و سپس در سال ۱۸۹۵ میلادی در وورتسبورگ به‌عنوان کالبدشکاف در مؤسسهٔ کالبدشناسی تطبیقی، رویان‌شناسی و بافت‌شناسی به فعالیت پرداخت. وی در سال ۱۹۰۳ میلادی، دانشیار و در سال ۱۹۱۲، استاد رشتهٔ آناتومی توپوگرافیک شد.
زوبوتا در سال ۱۹۱۶، رئیس مؤسسهٔ آناتومی دانشگاه کونیگسبرگ و در سال ۱۹۱۹ رئیس مؤسسهٔ آناتومی دانشگاه بن شد.
شهرت او به‌واسطهٔ کتاب مشهور «اطلس آناتومی انسانی زوبوتا» (انگلیسی: Sobotta Atlas of Human Anatomy) است که شاهکاری از آناتومی ماکروسکوپیک به‌حساب می‌آید و به سبب کیفیت بالا و پرداختن به جزئیات، مورد تحسین بوده‌است. این کتاب نخستین بار در سال ۱۹۰۴ با عنوانِ «اطلس کالبدشناسی توصیفی انسان» (آلمانی: Atlas der deskriptiven Anatomie des Menschen) منتشر شد که بعدها به ۱۹ زبان ترجمه و انتشار یافت. زوبوتا همچنین مؤلف کتاب «کتاب جامع و اطلس بافت‌شناسی و کالبدشناسی میکروسکوپیک انسان» (آلمانی: Atlas und Grundriss der Histologie und mikroskopischen Anatomie des Menschen) هم هست که در سال ۱۹۰۲ چاپ شد.